# Mark Newson
Mark Newson (1962, Essex, Egyesült Királyság) angol nyelvész. Az Eötvös Loránd Tudományegyetem Bölcsészettudományi Kar Angol–Amerikai Intézet oktatója.

## Tanulmányai
1990-ben szerzett doktori címet az Essexi Egyetemen.

## Munkássága
1987-ben az Essexi Egyetemen kapott állást, majd 1989-ben a Readingi Egyetemen folytatta oktatói munkáját. 1991-ben pedig a Hertfordshirei Egyetemen töltött be adjunktusi pozíciót.
1993-ben Magyarországra költözött és az Eötvös Loránd Tudományegyetem Bölcsészettudományi Kar Angol–Amerikai Intézetben kapott állást.
2007-ben publikálta kollégáival (Hordós Marianna, Pap Dániel, Szécsényi Krisztina, Tóth Gabriella, Vincze Veronika) a Basic English syntax with exercises című könyvét.

## Publikációi
A Google Tudós szerint az alábbi 3 publikációja a legidézettebb.:
- Cook, V., & Newson, M. (2014). Chomsky's universal grammar: An introduction. John Wiley & Sons
- Newson, M. (2006). Basic English syntax with exercises. Bölcsész Konzorcium
- Newson, M. (2010). Syntax first, words after: A possible consequence of doing Alignment Syntax without a lexicon. The even yearbook, 9, 1–47